# (6005) 1989 BD
A (6005) 1989 BD a Naprendszer kisbolygóövében található aszteroida. Ueda és Kaneda fedezte fel 1989. január 29-én.